# Эвенкийский язык
Эвенки́йский язы́к (эве́нкский язы́к, самоназвание — Эвэды̄ турэ̄н, устаревшее название — тунгусский язык) — язык эвенков, один из языков тунгусо-маньчжурской семьи. Распространён в России на территории, главным образом, Восточной Сибири — от левобережья Енисея до острова Сахалин (4,8 тыс. чел. 2010), а также имеет около 9 тыс. чел. носителей (в том числе солонов) на севере Китая (Внутренняя Монголия, Синьцзян-Уйгурский автономный район). Наряду с эвенским и негидальским языками относится к северной группе тунгусо-маньчжурских языков.
Эвенкийский язык очень тесно связан с горно-таёжным ландшафтом, в условиях которого происходило его становление и развитие. Имеет северное, южное и восточное наречия с большим количеством говоров. По фонетическим признакам выделяются «хакающие», «секающие» и «шекающие» диалекты. Солонский диалект иногда выделяют как особый язык. В основе литературного языка — непский (с 1953 года — полигусовский) говор южного наречия. В эвенкийском языке действует сложный (так называемый ступенчатый) закон качественно-количественной гармонии гласных. По грамматическому строю относится к языкам суффиксально-агглютинативного типа. Обладает развитой системой падежей, видовых и залоговых форм глагола, деепричастий. Лексика отражает следы тесных контактов с якутским и монгольскими языками, есть заимствования из русского языка.
Письменность в России с 1929 года — на основе латинской графики, с 1937 года — на основе русского алфавита. В Китае за отсутствием официальной письменности, эвенкийские тексты записываются старомонгольским письмом, а также пиньинем и китайскими иероглифами.
Эвенкийский язык преподаётся в качестве отдельного предмета в начальной школе, иногда как факультатив по 8-й класс. Преподаётся также в вузах в Санкт-Петербурге, Якутске, Хабаровске, Улан-Удэ и национальных педучилищах в Игарке, Николаевске-на-Амуре.
Язык используется как средство общения между эвенками старшего и среднего поколения. Издана учебная литература, образцы художественной литературы. В Туре издаётся газета «Эвенкийская жизнь» со страницами на эвенкийском языке. Материалы на эвенкийском языке издаются также в якутской газете «Илкэн». В 2013 году на сайте Национальной библиотеки Республики Саха (Якутия) появились разделы с материалами на эвенкийском, а также на эвенском, юкагирском, долганском и чукотском языках. Медиатека проекта «Книгакан» постепенно наполняется новыми документами (отсканированными книгами, учебниками и пр.).

## Динамика языковой ситуации и современное состояние
Переписью 1897 г. в России было установлено 66,27 тыс. тунгусов, из которых родным языком назвали 55 %, русский — 25 %, другие — 20%. По переписи 1959 г., численность эвенков в СССР составила 24,71 тыс., родным языком владело 55 %, исключительно русским — 10 %, исключительно другими — 35%. К 1970 г. ситуация изменилась незначительно: при численности 25 149 тыс. человек родным языком владели 52 % эвенков, исключительно русским — 16 %, другими — 32 %.
Значительное ухудшение языковой ситуации произошло к концу 80-х гг. XX в. По данным переписи населения 1989 года, численность эвенков в России составляла 30,163 тыс. человек. Из них считали эвенкийский родным языком 30,5 %, русский — 28,5 %, другие языки — 41 %. В более позднее время наблюдалось дальнейшее очень сильное снижение сохранности и применимости эвенкийского языка. По переписи 2002 г., при численности 37 116 родным языком владело лишь 20,4%, а в 2010 — 11,4% от общего числа эвенков (37,843 тыс.). 
По мнению исследователей, к настоящему времени число носителей родного языка среди эвенков России не превышает 6-8 %. Повсеместно наблюдается двуязычие эвенков (русский и эвенкийский), в отдельных случаях — трёхъязычие (русский, эвенкийский и дополнительно бурятский или якутский). Многие эвенки, проживающие в Якутии, переняв якутский язык, почти полностью утратили эвенкийский. Язык эвенков, проживающих в Бурятии, испытывает значительное влияние бурятского языка. Небольшое число якутов, бурятов и русских, проживающих вместе с эвенками, знают эвенкийский язык или понимают его. Утрата эвенками России родного языка отмечается повсеместно. Язык продолжает использоваться в быту лишь в некоторых районах компактного проживания эвенков представителями старшего и среднего поколений.
Несколько лучше языковая ситуация в КНР. В 2002 году в Китае численность эвенкийского населения составляла 30 500 человек, но только 19 000 из них свободно говорили на родном языке. 
Вместе с тем, существуют условия для увеличения числа носителей эвенкийского языка, что обусловлено, прежде всего, ростом этнического самосознания эвенков. В настоящее время отмечается интерес молодого поколения к этническим традициям, в том числе к родному языку. Возможность развития языка связывается в том числе с использованием новых технологий. Более десяти лет успешно используются портал эвенкийского языка, мобильные приложения, дистанционные обучающие курсы, помогающие освоить базовые навыки разговорной речи. С 2017 года разрабатывается аннотированный «Речевой корпус эвенкийского языка».

## Наречия и говоры
В эвенкийском языке выделяют три наречия: северное, южное и восточное. Главным критерием для выделения наречий является фонетический: соответствие звуков с / һ:
- для южного (сибилянтного) наречия характерен согласный с в начале и в положении между гласными: сулаки «лиса», аси «женщина»;
- для северного (спирантного) наречия характерен согласный һ в тех же позициях: һулаки «лиса», аһи «женщина»;
- в говорах восточного наречия в начальной позиции встречается с и һ, между гласными — только һ: сулаки, һулаки «лиса», аһи «женщина».

В отдельных говорах встречается соответствие с / ш (шулаки «лиса», аши «женщина»).

### Говоры северного наречия
- илимпийский — говор эвенков, проживающих в бассейне реки Илимпеи Красноярского края,
- агато-большепорожский,
- туточанский,
- хантайский,
- ербогачёнский — в Катангском районе Иркутской области,
- наканновский.

### Говоры южного наречия
Шекающая (шипящая) подгруппа:
- верхоленский (качугский) — в Качугском районе Иркутской области,
- ангарский,
- северобайкальский — на северном и северо-западном побережье Байкала, Бурятия,
- верхнеангарский — в бассейне реки Верхней Ангары, Бурятия.

Секающая подгруппа:
- ванаварский — в районе села Ванавара Красноярского края,
- куюмбинский — в районе посёлка Куюмба Красноярского края,
- полигусовский — в районе села Полигус Красноярского края,
- байкитский — в районе посёлка Байкит Красноярского края,
- суриндийский — в бассейне реки Суринды, Красноярский край,
- баунтовский — в районе озера Баунт Бурятии,
- талочский,
- тунгокоченский — в Тунгокоченском районе Забайкальского края,
- нерчинский — в районе города Нерчинска Забайкальского края.

### Говоры восточного наречия
- баргузинский,
- каларский,
- олёкминский,
- тунгирский,
- токкинский,
- амгинский,
- джелтулакский,
- тимптонский,
- томмотский — в районе города Томмота Республики Саха (Якутии),
- хинганский,
- чульманский,
- учурский,
- зейский,
- селемджинский,
- буреинский — в бассейне реки Буреи, Хабаровский край, Амурская область,
- урмийский,
- аянский,
- аимский,
- майский,
- нельканский,
- тоттинский,
- чумиканский,
- тугурский,
- сахалинский — на острове Сахалин.

### Литературный язык
Процесс становления литературного эвенкийского языка начался в 1930-х годах с созданием письменности. Первоначально в его основу был положен непский говор южного наречия. В 1952 году постановлением Совещания народов Крайнего Севера было принято взять за основу говоры бассейна Подкаменной Тунгуски — в частности, полигусовский.
Однако эвенкийский литературный язык не стал наддиалектным, которым бы в равной степени владели эвенки различных регионов. Нормы литературного языка до сих пор окончательно не сформированы, сохраняется значительная диалектная раздробленность.
Ниже, при описании фонетики, лексики и морфологии, по умолчанию речь будет идти о литературном языке, основанном на полигусовском говоре. Диалектные особенности будут рассматриваться отдельно, где это необходимо.

## Письменности
Современный эвенкийский алфавит, принятый в России:
| А а | Б б | В в | Г г | Д д | Е е | Ё ё | Ж ж | З з | И и | Й й | К к |
| Л л | М м | Н н | Ӈ ӈ | О о | П п | Р р | С с | Т т | У у | Ф ф | Х х |
| Ц ц | Ч ч | Ш ш | Щ щ | Ъ ъ | Ы ы | Ь ь | Э э | Ю ю | Я я |     |     |

В учебной литературе для отображения долгих гласных используются буквы с макронами (а̅, е̅, ё̅ и т. д.).
В Китае и Монголии используется старомонгольское письмо (не имеет официального статуса) и другие системы записи.

## Типологическая характеристика

### Тип (степень свободы) выражения грамматических значений
По типу выражения грамматических значений эвенкийский язык относится к синтетическим языкам. Грамматические значения у имен выражаются при помощи падежей.
Би улгур-вэ улгу-чэ-ни-м
Я рассказ-ACC рассказать-PAST-RES-1SG
«Я рассказал рассказ»

### Характер границы между морфемами
Агглютинация суффиксального типа. Словообразование также возможно чередованием гласных звуков в слове:
Му «вода», му-мэ «водяной», му-ды «водный», му-нги «принадлежащий воде», му-чи «содержащий в себе воду», му-лэ-син-мукэн «заставлять идти за водою».
му-лэ-син-де-м
вода-нести-отправиться-FUT-1.SG
«Я отправляюсь за водою»
Образование новых значений слов путём чередования звуков в эвенкийском языке встречается значительно реже, нежели словообразование и словоизменение путём присоединения суффиксов

### Тип маркирования в именной группе и в предикации

#### В именной группе
Тип маркирования — вершинный.
таткӣт дю̄-н
школа дом- REFL
«дом школы»
дэг дэктылэ̄-ли-н
птица крыло-PL-REFL
«крылья птицы»

#### В предикации
Тип маркирования — зависимостный. Глагольное сказуемое согласуется в лице и числе всегда с подлежащим.
Би город-ту би-чэ-в.
Я город-DAT быть-PAST-1SG
«Я был в городе»
Нунган дукувун-ма дуку-ра-н
Он письмо-Acc писать-PRES-1SG.
Он пишет письмо.
Нунган гирки-нун-ми улгучэмэтчэ-чэ-в.
Он товарищ-COM-POSS.1SG разговаривать
«Он разговаривал с моим товарищем»

### Тип ролевой кодировки
Тип ролевой кодировки в эвенкийском языке — аккузативность. Подлежащее маркируется как слово в именительном падеже, дополнение — как слово в винительном. Косвенное дополнение предшествует прямому дополнению.
Ag одноместного глагола:
Би туксадя-ча-в.
Я бежать-PAST-1SG
«Я бегал»
Двухместный глагол:
Би бэе-вэ ичэ-чэ-в.
Я человек-ACC видеть-PAST-1SG
«Я видел человека»
Pt одноместного глагола:
Би мел-ча-в
Я проснуться-PAST-1SG
«Я проснулся»

### Базовый порядок слов
Порядок слов эвенкийского языка — SOV (субъект-объект-предикат):
Би дукувунма дукудя-нга-в.
Я письмо писать-FUT-1.SG
«Я напишу письмо»

## Лингвистическая характеристика

### Фонетика
В литературном языке 29 фонем, среди которых 11 гласных и 18 согласных.

#### Гласные
Шесть гласных фонем — краткие: [a], [i], [o], [u], [e]; долгие: [a:], [е:], [i:], [o:], [u:], [je:] (фонема е̄ не имеет короткой пары). Долгота гласных имеет смыслоразличительное значение, например: /buren/ «умер» и /bu: ren/ «дал»; /ele:/ «сюда» и /ele/ «только». По способу образования гласные делятся на верхние, средние и нижние; по месту образования (ряду) — на передние, смешанные и задние:
|         | Передние | Смешанные | Задние |
| ------- | -------- | --------- | ------ |
| Верхние | i, i:    |           | u, u:  |
| Средние | je:      | e, e:     | о, о:  |
| Нижние  | а, а:    |           |        |

По говорам состав гласных звуков не совпадает. Значительные расхождения имеет долгий гласный [e:], который в некоторых диалектах произносится как [o:] или [a:].

#### Согласные
Вместе с заимствованной лексикой из русского языка в эвенкийский литературный язык вошли также новые звуки: [ʐ], [z], [f], [ts], [ʂ], [ʃ].
|               |               | Губные | Переднеязычные | Среднеязычные | Заднеязычные |
| ------------- | ------------- | ------ | -------------- | ------------- | ------------ |
| Носовые       | Носовые       | m      | n              | ɲ             | ŋ            |
| Взрывные      | Звонкие       | b      | d              | dʒ            | g            |
| Взрывные      | Глухие        | p      | t              | tʃ            | k            |
| Щелевые       | Звонкие       | v      |                |               |              |
| Щелевые       | Глухие        |        | s              |               | x            |
| Аппроксиманты | Аппроксиманты |        | l              | j             |              |
| Дрожащие      | Дрожащие      |        | r              |               |              |

В начале слова, кроме заимствований, никогда не бывает звуков [r] и [f]. Нечасто в начале слов встречаются и звуки [v] и [p]. Эвенкийские слова чаще всего оканчиваются на гласный звук или [n]. В конечной позиции не может быть звуков [b], [d], [dʒ], [tʃ], [х].

### Морфология

#### Существительные
В эвенкийском языке имена существительные изменяются по числам, падежам и могут иметь суффиксы, обозначающие принадлежность лицу. Отсутствует категория грамматического рода и не существует деления предметов на одушевлённые и неодушевлённые, но существует разделение на предметы, обозначающие людей, и все прочие предметы.
Имеется единственное и множественное число, образующееся суффиксально. Суффикс числа предшествует остальным.
В эвенкийском языке имеются следующие 13 падежей: именительный, винительный, винительный неопределённый, дательный, направительный, местный, продольный, направительно-местный, направительно-продольный, отложительный, исходный, творительный, совместный.
В настоящее время направительно-местный и направительно-продольный почти не употребляются.

#### Числительные
| 1   | умӯн      |
| 2   | дю̄р       |
| 3   | илан      |
| 4   | дыгин     |
| 5   | тунӈа     |
| 6   | нюӈун     |
| 7   | надан     |
| 8   | дяпкун    |
| 9   | егин      |
| 10  | дя̄н       |
| 20  | дю̄р-дя̄р   |
| 30  | илан-дя̄р  |
| 40  | дыгин-дя̄р |
| 50  | тунӈа-дя̄р |
| 100 | нямадӣ    |

#### Глагол
Грамматическими категориями глагола являются наклонение, время, вид, модальность, залог, лицо и число.
1-я группа личных глагольных суффиксов:
| Единственное число | Множественное число |
| ------------------ | ------------------- |
| 1-е лицо — -в      | 1-е лицо — -вун, -т |
| 2-е лицо — -с      | 2 лицо — -сун       |
| 3-е лицо — -н      | 3-е лицо — -тын     |

2-я группа личных глагольных суффиксов:
| Единственное число | Множественное число       |
| ------------------ | ------------------------- |
| 1-е лицо — -м      | 1-е лицо — -в, -п         |
| 2-е лицо — -ӈи     | 2-е лицо — -с             |
| 3-е лицо — -н      | 3-е лицо — нет показателя |

В эвенкийском языке имеются следующие залоги: действительный, побудительный, страдательный, взаимный и совместный.
- Действительный залог, в отличие от всех других залогов, не имеет образующих его суффиксов.
- Побудительный залог образуется при помощи суффиксов -вкан, -вкэн, -вкон; после основ, оканчивающихся на согласный звук «н», суффиксы побудительного залога — -мукан, -мукэн. Побудительный залог могут иметь глаголы, причастия и деепричастия. Глаголы, причастия и деепричастия в побудительном залоге имеют значение действия, которое одно лицо заставляет совершить другое лицо.
- Страдательный залог образуется путём присоединения к основе глагола, причастия, деепричастия суффикса -в (после основ, оканчивающихся на звук «н», суффикс страдательного залога — -му).
- Взаимный залог глагола, причастия и деепричастия показывает, что действие совершается несколькими лицами и направлено взаимно друг на друга.
- Совместный залог показывает, что действие производится совместно несколькими лицами. Суффикс совместного залога — -лды.

Вид совершенного действия в эвенкийском языке суффиксом не выражается. Отсутствие суффикса несовершенного вида свидетельствует о совершенности действия.
Нуӈан аят дукӯ-ра-н.
Он хорошо писать-PAST-3SG
«Он написал хорошо»
Би хава̄-ви этэ-м.
Я работа-GEN кончать-1SG
«Я работу кончил»
Вид несовершенного действия образуется при помощи суффиксов -дя, -де, -дё и выражает продолженность, несовершенность действия.

#### Послелоги
Послелоги имеют формы только местных падежей и почти все имеют общее происхождение с наречиями места.

#### Предложения с неразложимыми сочетаниями
Примеры неразложимых фразеологических словосочетаний:
Нуӈан дэрэ-е ачин бэе би-чэн.
Он лицо-GEN без человек есть-PAST.3SG
«Он был бессовестный человек»
Словосочетание дэрэе ачин «бессовестный» не может быть разложено, так как дословно обозначает «без лица».
Би оӈокто-тви дюлэски суру-м.
Я нос-REFL вперед идти-1SG
«Я пошёл, куда глаза глядят».
Словосочетание «оӈоктотви дюлэски» — «куда глаза глядят» не может быть разложено, так как дословно обозначает «носом своим вперёд».
К синтаксически неразложимым словосочетаниям относятся словосочетания, в составе которых имеются служебные слова — послелоги.
Например:
Нуӈар-тын урэ хэрги-дэ-дун биде-рэ.
Он-PL гора нижний-сторона-REFL жить-PRES
«Они живут под горой».
Словосочетание урэ хэргидэдун «под горой» является синтаксически неразложимым словосочетанием; дословно обозначает «гора», «на нижней стороне её».

### Синтаксис
Причастная форма глагола может выступать как сказуемое независимого предложения, при опущенной связке и со связкой. Эти причастия могут употребляться со связкой би «быть» с подлежащим 1-2 лица. Существует несколько мнений касательно того, когда возможно независимое причастное сказуемое. Либо независимым сказуемым может быть причастие предшествования, причастие обычное и причастие безлично-долженствовательное, либо это причастие предшествования, одновременности и хабитуальное. 
Доното-си-ли-вки-л
замерзнуть-DUR-INCH-PHAB-PL
«Мёрзнут»
Пэктыру-ча би-∅-мчэ-в
стрелять-PANT быть-TENSE-COND-1SG
«Я стреляла бы»

### Цвета
| Русское название | Эвенкийский                         | Пример |
| ---------------- | ----------------------------------- | ------ |
| Красный          | хулама                              |        |
| Розовый          | хуламаптыкин (букв.: «красноватый») |        |
| Жёлтый           | сиӈама (также «коричневый»)         |        |
| Зелёный          | чулама                              |        |
| Синий            | диктэмэ                             |        |
| Белый            | багдама                             |        |
| Чёрный           | коӈномо                             |        |
| Коричневый       | сиӈама (также «жёлтый»)             |        |

### Слова, обозначающие родств
- «Отец» — амӣн; «мать» — энӣн; «сын», «дочь» — хутэ;
- «старший брат», «дядя (младший брат отца или матери)» — акӣн; «младший брат», «младшая сестра», «внук», «внучка» — нэкӯн;
- «дедушка», «дядя (старший брат отца или матери)» — ама̄ка̄; «бабушка», «тетя (младшая сестра отца или матери)» — эне̄кэ̄;
- «муж» — эды; «жена» — аси; «тесть», «свёкор» — эткӣ; «тёща», «свекровь» — аткӣ; «зять» — кутэ̄; «невестка» — кукин
- «шурин (брат жены)» — авус, «деверь (брат мужа)» — хаӈас.

## Эвенкийская топонимика
Эвенкийская топонимика распространена на обширной территории: от Енисея в зоне тундры и лесотундры, далее на восток и юго-восток до территории Иркутской области, части Бурятии, Забайкальского края и до северных берегов реки Аргунь.
Эвенкийские топонимы чаще всего связаны с географическими характеристиками местности — в частности, с её орографическими, гидрологическими, а также биологическими особенностями. Распространены такие суффиксы, как уменьшительный суффикс -кан; суффиксы прилагательных -нга и -ма; суффикс -кит, обозначающий место действия; гидронимический (обозначающий названия рек) суффикс -гли; суффикс -кта, показывающий многократность определённого действия или признака в отношении места; суффиксы увеличительной формы почтительного отношения -нда, -ндя; суффиксы пренебрежения -чон, -чан, -чен. В родовых именах встречается суффикс -гир.